# Goteo (Paloma Mami)
Goteo è un singolo della cantante cileno-statunitense Paloma Mami, pubblicato il 30 aprile 2020 secondo estratto dal primo album in studio Sueños de Dalí.

## Video musicale
Il video musicale, diretto da Kevin Zeta e Nico Alarcos, è stato reso disponibile il 30 aprile 2020 in concomitanza con l'uscita del singolo.

## Tracce
Testi e musiche di Pablo Díaz-Reixa, Pablo Martínez, Paloma Rocio Castillo e Rosalía Vila.
1. Goteo – 2:39

## Formazione
Musicisti
- Paloma Mami – voce
- El Guincho – basso, batteria, tastiera
- Pablo Martínez – sintetizzatore

Produzione
- El Guincho – produzione, assistenza alla registrazione
- Chris Athens – mastering
- Jaycen Joshua – missaggio

## Classifiche
| Classifica (2020) | Posizione massima |
| ----------------- | ----------------- |
| Spagna            | 62                |